# Francesco Brioschi

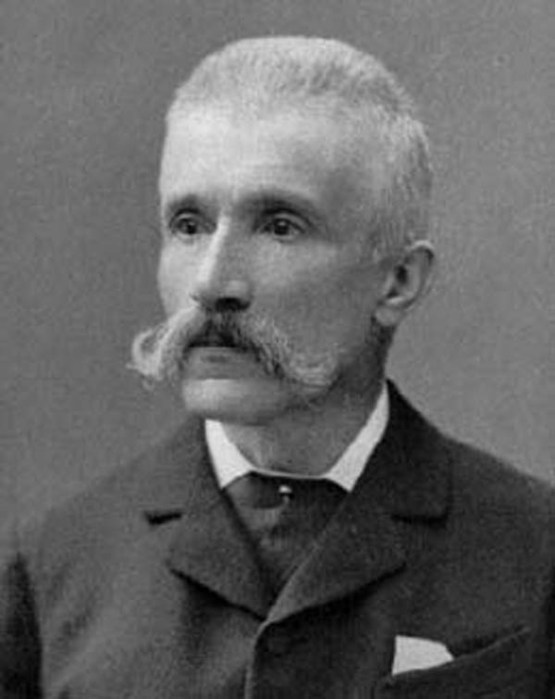
Francesco Brioschi

Francesco Brioschi (Milaan, 22 december 1824 – aldaar, 13 december 1897) was een Italiaans wiskundige.
Vanaf 1850 was Brioschi hoogleraar in de analytische mechanica aan de Universiteit van Pavia. Na de Italiaanse eenwording in 1861 werd hij als afgevaardigde in het Italiaanse parlement gekozen en vervolgens twee keer benoemd tot secretaris van de Minister van Onderwijs. In 1863 richtte hij de  technische hogeschool van Milaan op, waar hij tot zijn dood aan verbonden bleef. Hij gaf voornamelijk les in de hydraulica, maar soms ook in de analytische mechanica en de weg- en waterbouwkunde. In 1865 kwam hij in de Senaat van Italië. In 1870 werd hij lid van de Academie van de Lynxen, de Italiaanse Academie van Wetenschappen, waarvan hij in 1884 na de dood van Quintino Sella ook president werd. Hij leidde twee bladen; eerst de Il Politecnico review en tussen 1867 and 1877 ook de, Annali di matematica pura e applicata (Nederlandse vertaling: Annalen van de pure en toegepaste wiskunde). Hij stierf in 1897.
Brioschi publiceerde verschillende algebraïsche theorieën en bestudeerde het probleem van het oplossen van vijfde- en zesdegraadsvergelijkingen door gebruik te maken van elliptische functies. 
Brioschi stond ook bekend als een uitstekend leraar; onder zijn studenten aan de Universiteit van Pavia waren Eugenio Beltrami en Luigi Cremona. 

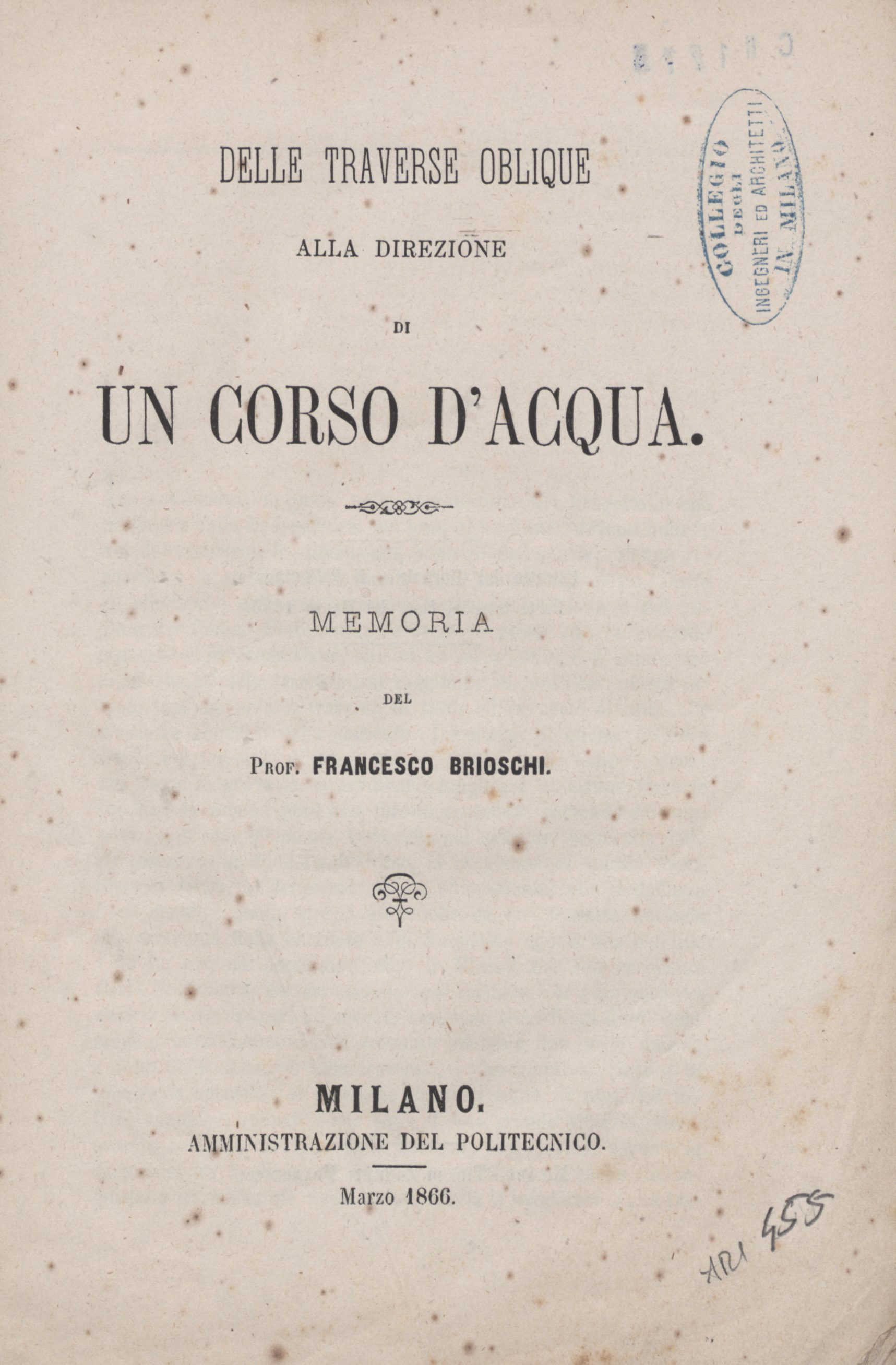
Delle traverse oblique alla direzione di un corso d'acqua (1866)